# Europamesterskaberne i amatørboksning 1967
Europamesterskaberne i amatørboksning 1967 blev afviklet fra den 25. maj til den 2. juni 1967 i Rom i Italien. Det var 17. gang, der blev afholdt EM for amatørboksere. Turneringen blev arrangeret af den europæiske amatørbokseorganisation EABA. Der deltog 171 boksere fra 26 lande.
Bedste nation blev Polen, der opnåede 3 guld- og 2 sølvmedaljer i de 10 vægtklasser.

## Danske deltagere og resultater
Danmark stillede med 4 boksere til turneringen: Jørgen Madsen (Valby IK, letvægt), Jørgen Hansen (Lindholm BK, weltervægt), Christian Larsen (Lindholm BK, letmellemvægt) og Tom Jensen (Lindholm BK, mellemvægt).
- Jørgen Madsen vandt sin kamp i den indledende runde mod luxembourgeren Benny Kaes, men tabte i kvartfinalen på point til DDR's Dieter Dunkel.
- Jørgen Hansen vandt sin indledende kamp mod spanieren, den senere verdensmester i professionel letmellemvægt, José Duran og den næste kamp mod finnen Pertti Purhonen, men tabte i kvartfinalen på point til DDR's Manfred Wolke.
- Niels Larsen tabte sin indledende kamp på point til skotten Tom Imrie.
- Tom Jensen tabte sin indledende kamp til rumæneren Gheorghe Chivar.

## Notable deltagere der senere blev professionelle
Blandt deltagene ved turneringen var en række boksere, der senere opnåede succes som professionelle, herunder Sven Erik Paulsen (Norge, senere europamester og VM-udfordrer i junior letvægt), José Duran (senere europa- og verdensmester (WBA) i letmellemvægt), Marco Scano (Italien, senere europamester i weltervægt), Chris Finnegan (England, senere EM-udfordrer i mellemvægt (tabte i København til Tom Bogs) og europamester og VM-udfordrer i letsværvægt), Roy John (Wales, senere udfordret til det britiske imperiemesterskab i letsværvægt) og Rudi Lubbers (Nederlandene, senere EM-udfordrer i sværvægt og onnået kamp mod Muhammed Ali, hvor han gik tiden ud).

## Medaljevindere
| Event                           | Guld                            | Sølv                           | Bronze                                               |
| ------------------------------- | ------------------------------- | ------------------------------ | ---------------------------------------------------- |
| Fluevægt (– 51 kilogram)        | Hubert Skrzypczak Polen         | Constantin Ciucă Rumænien      | Pjotr Gorbatov Sovjetunionen Engin Yadigar Tyrkiet   |
| Bantamvægt (– 54 kilogram)      | Nicolae Giju Rumænien           | Horst Rascher Vesttyskland     | Bruno Pieracci Italien Nikola Savov Bulgarien        |
| Fjervægt (– 57 kilogram)        | Ryszard Petek Polen             | Seyfi Tatar Tyrkiet            | Jean-Louis de Souza Frankrig Ivan Mihailov Bulgarien |
| Letvægt (– 60 kilogram)         | Józef Grudzień Polen            | Zvonimir Vujin Jugoslavien     | Dieter Dunkel DDR László Gula Ungarn                 |
| Letweltervægt (– 63.5 kilogram) | Valerij Frolov Sovjetunionen    | Jerzy Kulej Polen              | János Kajdi Ungarn Peter Tiepold DDR                 |
| Weltervægt (– 67 kilogram)      | Bohumil Němeček Tjekkoslovakiet | Manfred Wolke DDR              | István Gali Ungarn Ion Hodosan Rumænien              |
| Letmellemvægt (– 71 kilogram)   | Viktor Ageyev Sovjetunionen     | Witold Stachurski Polen        | Ion Covaci Rumænien Vojtech Stantien Tjekkoslovakiet |
| Mellemvægt (– 75 kilogram)      | Mario Casati Italy              | Aleksej Kiseljov Sovjetunionen | Gheorghe Chivar Rumænien Jan Hejduk Tjekkoslovakiet  |
| Letsværvægt (– 81 kilogram)     | Danas Pozniakas Sovjetunionen   | Peter Gerber Vesttyskland      | Ion Monea Rumænien Cosimo Pinto Italy                |
| Heavyweight (+ 81 kilogram)     | Mario Baruzzi Italy             | Peter Boddington England       | Kiril Pandov Bulgaria Jürgen Schlegel DDR            |

## Medaljevindere nationer
*   Værtsnation ( Italien)
| Rank               | Nation                | Guld | Sølv | Bronze | Total |
| ------------------ | --------------------- | ---- | ---- | ------ | ----- |
| 1                  | Polen (POL)           | 3    | 2    | 0      | 5     |
| 2                  | Sovjetunionen (URS)   | 3    | 1    | 1      | 5     |
| 3                  | Italien (ITA)*        | 2    | 0    | 2      | 4     |
| 4                  | Rumænien (ROU)        | 1    | 1    | 4      | 6     |
| 5                  | Tjekkoslovakiet (TCH) | 1    | 0    | 2      | 3     |
| 6                  | Vesttyskland (FRG)    | 0    | 2    | 0      | 2     |
| 7                  | DDR (GDR)             | 0    | 1    | 3      | 4     |
| 8                  | Tyrkiet (TUR)         | 0    | 1    | 1      | 2     |
| 9                  | England (ENG)         | 0    | 1    | 0      | 1     |
| 9                  | Jugoslavien (YUG)     | 0    | 1    | 0      | 1     |
| 11                 | Bulgarien (BUL)       | 0    | 0    | 3      | 3     |
| 11                 | Ungarn (HUN)          | 0    | 0    | 3      | 3     |
| 13                 | Frankrig (FRA)        | 0    | 0    | 1      | 1     |
| Total (13 nations) | Total (13 nations)    | 10   | 10   | 20     | 40    |